# Chileense rodeo

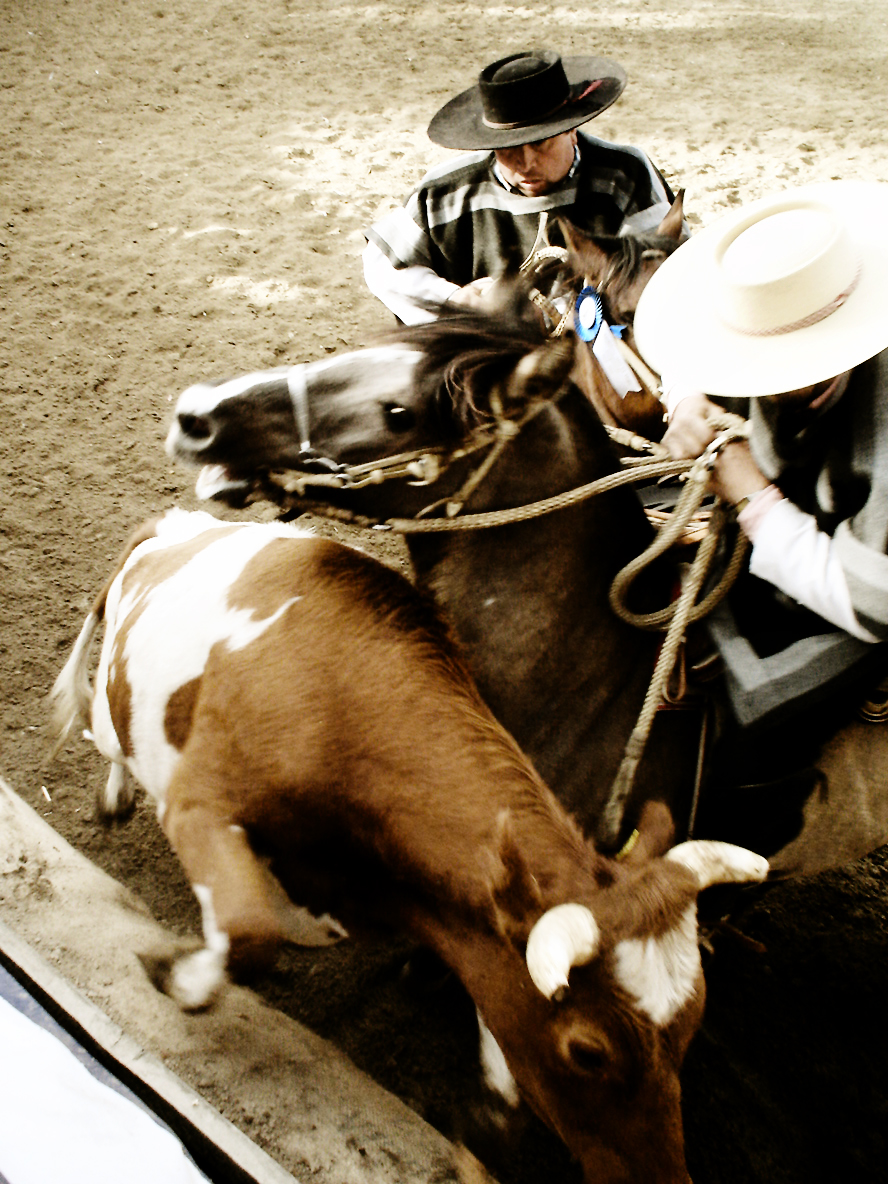
Chileense rodeo

De Chileense rodeo is een nationale sport van Chili en na voetbal de populairste. Deze traditionele vorm van rodeo is een hippische sport die al meer dan vier eeuwen op het platteland van Chili wordt beoefend.

## Beschrijving
De rodeo in Chili wijkt op bepaalde punten af van de oefeningen van het westernrijden in Noord-Amerika, zoals dat bijvoorbeeld in het westen van de Verenigde Staten wordt beoefend.
Teams van twee huaso's (Chileense veedrijvers) proberen in traditionele kledij gestoken, rijdend op hun corralero's (Chileense paarden) in een half-ovale piste een kalf of jonge koe in het nauw te drijven tegen de gebogen achterwand, die met strobalen of dikke kussens bedekt is. Al naargelang welk deel van de koe wordt klemgezet verkrijgen de ruiters punten. Het hoofd en de hals leveren nul, de schoft twee, de buik drie en de achterhand vier punten op. De arena met de halve-maanvormige piste wordt de medialuna genoemd.

Puntentelling van de Chileense rodeo

## Achtergrond en verspreiding
Deze sport baseert op het jaarlijkse bijeendrijven van grote kuddes vee om de jonge dieren te selecteren en te brandmerken en wordt als sport al meer dan vierhonderd jaar beoefend. De sport werd in 1962 uitgeroepen tot een nationale sport. De kampioenschappen, Campeonato Nacional de Rodeo, worden gereden in de Medialuna de Rancagua.
Tegen het einde van de twintigste eeuw werd deze variant van rodeo ook overgenomen in Argentinië en werd zij populair met name op het platteland van West-Argentinië.

## Kritiek
Vanuit organisaties die zich inzetten voor dierenrechten bestaat er kritiek op deze volkssport. Men weigert deze gebruiken als 'sport' te kenmerken en is bezorgd over de behandeling van de kalveren die diverse keren klem worden gereden. Er waren enkele incidenten waarbij tegenstanders de arena betraden en probeerden de wedstrijden te verstoren om aandacht voor hun visie te verkrijgen.